# Yavuzeli
Yavuzeli là một huyện thuộc tỉnh Gaziantep, Thổ Nhĩ Kỳ. Huyện có diện tích 486 km² và dân số thời điểm năm 2007 là 21058 người, mật độ 43 người/km².